# Mario Čižmek
Mario Čižmek (Zagabria, 23 dicembre 1975) è un ex calciatore croato, di ruolo centrocampista.

## Statistiche

### Cronologia presenze e reti in nazionale
| Cronologia completa delle presenze e delle reti in nazionale ― Croazia under 21 | Cronologia completa delle presenze e delle reti in nazionale ― Croazia under 21 | Cronologia completa delle presenze e delle reti in nazionale ― Croazia under 21 | Cronologia completa delle presenze e delle reti in nazionale ― Croazia under 21 | Cronologia completa delle presenze e delle reti in nazionale ― Croazia under 21 | Cronologia completa delle presenze e delle reti in nazionale ― Croazia under 21 | Cronologia completa delle presenze e delle reti in nazionale ― Croazia under 21 | Cronologia completa delle presenze e delle reti in nazionale ― Croazia under 21 |
| Data                                                                            | Città                                                                           | In casa                                                                         | Risultato                                                                       | Ospiti                                                                          | Competizione                                                                    | Reti                                                                            | Note                                                                            |
| ------------------------------------------------------------------------------- | ------------------------------------------------------------------------------- | ------------------------------------------------------------------------------- | ------------------------------------------------------------------------------- | ------------------------------------------------------------------------------- | ------------------------------------------------------------------------------- | ------------------------------------------------------------------------------- | ------------------------------------------------------------------------------- |
| 14-11-1995                                                                      | Celje                                                                           | Slovenia under 21                                                               | 4 – 2                                                                           | Croazia under 21                                                                | Qual. Europeo Under-21 1996                                                     | -                                                                               | 72’                                                                             |
| 9-4-1996                                                                        | Vinkovci                                                                        | Croazia under 21                                                                | 1 – 1                                                                           | Ungheria under 21                                                               | Amichevole                                                                      | -                                                                               | 72’                                                                             |
| 23-4-1996                                                                       | Sunderland                                                                      | Inghilterra under 21                                                            | 0 – 1                                                                           | Ungheria under 21                                                               | Amichevole                                                                      | -                                                                               | 51’                                                                             |
| 22-5-1996                                                                       | Manaus                                                                          | Brasile under 21                                                                | 1 – 1                                                                           | Croazia under 21                                                                | Amichevole                                                                      | -                                                                               |                                                                                 |
| 8-10-1996                                                                       | Zenica                                                                          | Bosnia ed Erzegovina under 21                                                   | 3 – 1                                                                           | Croazia under 21                                                                | Qual. Europeo Under-21 1998                                                     | -                                                                               | 51’                                                                             |
| 29-4-1997                                                                       | Edessa                                                                          | Grecia under 21                                                                 | 2 – 0                                                                           | Croazia under 21                                                                | Qual. Europeo Under-21 1998                                                     | -                                                                               | 8’                                                                              |
| 12-10-1997                                                                      | Velenje                                                                         | Slovenia under 21                                                               | 1 – 2                                                                           | Croazia under 21                                                                | Qual. Europeo Under-21 1998                                                     | -                                                                               | 78’                                                                             |
| Totale                                                                          |                                                                                 | Presenze                                                                        | 7                                                                               |                                                                                 | Reti                                                                            | 0                                                                               |                                                                                 |